# Логинова (Пермский край)
Логинова — деревня в Кудымкарском районе Пермского края. Входила в состав Верх-Иньвенского сельского поселения. Располагается юго-западнее от города Кудымкара. Расстояние до районного центра составляет 16 км. По данным Всероссийской переписи населения 2010 года, в деревне проживало 13 человек (6 мужчин и 7 женщин).

## История
По данным на 1 июля 1963 года, в деревне проживало 111 человек. Населённый пункт входил в состав Верх-Иньвенского сельсовета.